# Bent Bjørn
Bent Bjørn (født 21. juli 1946) er en dansk freelancejournalist og politiker, der siden 1. januar 2010 har været viceborgmester i Læsø Kommune, valgt for Læsølisten.
Bent Bjørn blev indvalgt i kommunalbestyrelsen for første gang ved kommunalvalget 2009 og blev viceborgmester med støtte fra Socialdemokraterne.
Bent Bjørn er tidligere direktør for TV2/Nord, men blev fyret fra stillingen d. 10. februar 2005 pga. udbetaling af beløb til dækning af udokumenterede udgifter og overførsel uden bestyrelsens vidende af kr. 300.000,00 til det dengang nødlidende selskab NMC Erhverv ApS.